# Eilshausen
Eilshausen is een plaats in de Duitse gemeente Hiddenhausen, deelstaat Noordrijn-Westfalen, en telt 4.672 inwoners (28 februari 2021). Het dorp ligt aan de buslijn Bünde-Herford v.v.. In de 12e eeuw ontstond het uit een waarschijnlijk door een Saksische hoofdman Egilulf gesticht dorpje. Eilshausen groeide na 1880 van een armelijk, klein boerendorp tot een dorp met aanvankelijk veel thuis werkende sigarenmakers en na de Tweede Wereldoorlog, toen er door de toevloed van honderden Heimatvertriebene tijdelijke woningnood heerste, een dorp met veel woonwijken voor mensen, die in de omliggende steden een werkkring hebben.
De markante evangelisch-lutherse dorpskerk van Eilshausen heeft een middeleeuws uiterlijk, maar de kerk is pas in 1926 gebouwd.
Zie verder onder Hiddenhausen.

## Afbeeldingen

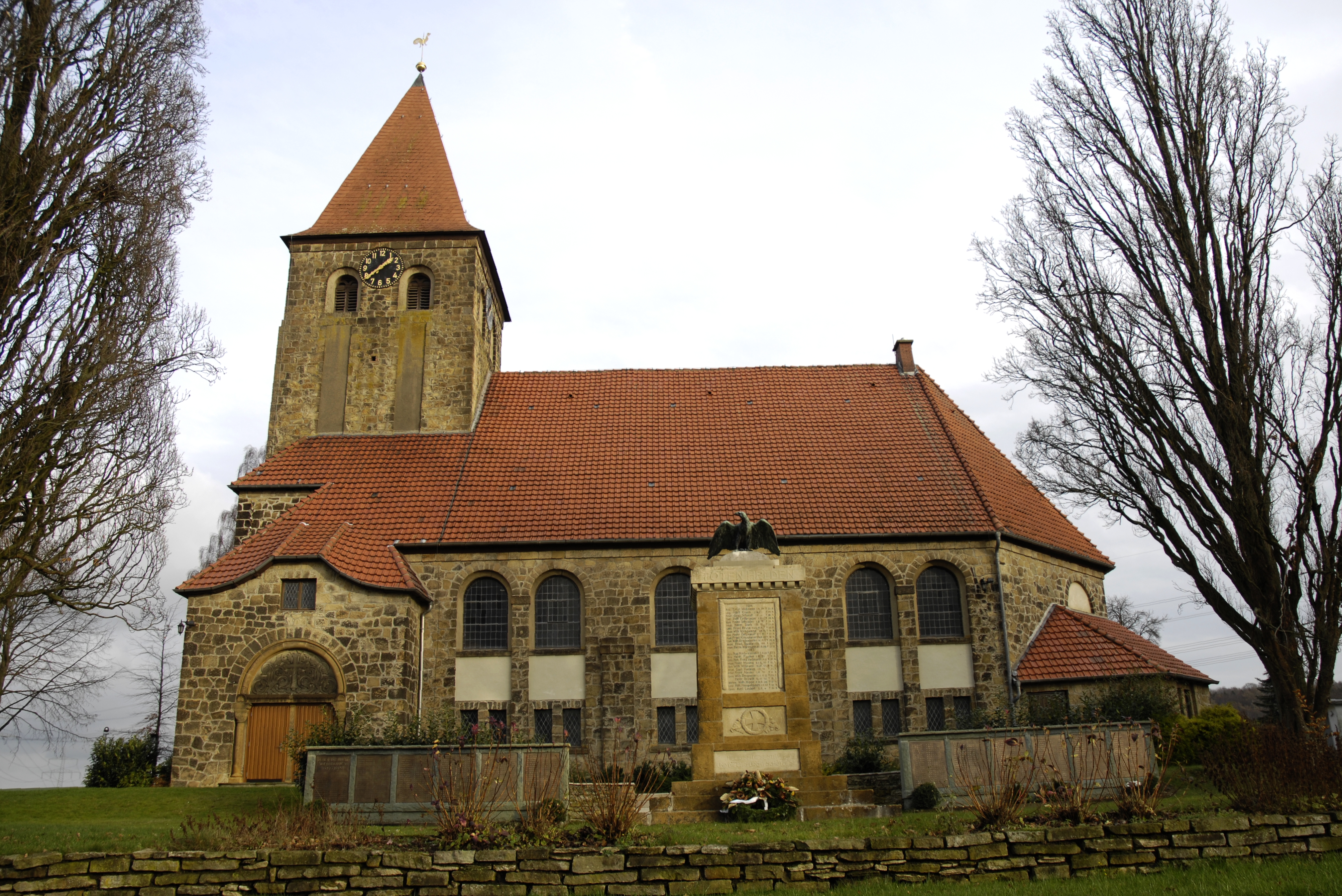
Evang.-lutherse kerk te Eilshausen